# Distretto di Ivacėvičy
Il distretto di Ivacėvičy (in bielorusso Івацэвіцкі раён?) è un distretto (raën) della Bielorussia appartenente alla regione di Brėst con 59 906 abitanti al censimento del 2009